# Empat Lima
Empat Lima is een bestuurslaag in het regentschap Aceh Tenggara van de provincie Atjeh, Indonesië. Empat Lima telt 438 inwoners (volkstelling 2010).